# Torneo de Taskent
El Torneo de Taskent es un torneo de tenis de la WTA que se lleva a cabo en Taskent, la capital de Uzbekistán. Realizado desde 1999, este evento es clasificado como Tier IV y se juega en canchas duras al aire libre. También se jugó en la categoría masculina, de 1997 a 2002.

## Campeonas

### Individual
| Año  | Campeona                | Finalista           | Resultado en la final |
| 1999 | Anna Smashnova          | Laurence Courtois   | 6-3, 6-3              |
| 2000 | Iroda Tulyaganova       | Francesca Schiavone | 6-3, 2-6, 6-3         |
| 2001 | Bianka Lamade           | Seda Noorlander     | 6-3, 2-6, 6-2         |
| 2002 | Marie-Gayanay Mikaelian | Tatiana Poutchek    | 6-4, 6-4              |
| 2003 | Virginia Ruano          | Saori Obata         | 6-2, 7-6(2)           |
| 2004 | Nicole Vaidišová        | Virginie Razzano    | 5-7, 6-3, 6-2         |
| 2005 | Michaella Krajicek      | Akgul Amanmuradova  | 6-0, 4-6, 6-3         |
| 2006 | Tiantian Sun            | Iroda Tulyaganova   | 6-2, 6-4              |
| 2007 | Pauline Parmentier      | Victoria Azarenka   | 7-5, 6-2              |
| 2008 | Sorana Cîrstea          | Sabine Lisicki      | 2-6, 6-4, 7-6(4)      |
| 2009 | Shahar Peer             | Akgul Amanmuradova  | 6-3, 6-4              |
| 2010 | Alla Kudryavtseva       | Yelena Vesnina      | 6-4, 6-4              |
| 2011 | Ksenia Pervak           | Eva Birnerová       | 6-3, 6-1              |
| 2012 | Irina-Camelia Begu      | Donna Vekić         | 6-4, 6-4              |
| 2013 | Bojana Jovanovski       | Olga Govortsova     | 4-6, 7-5, 7-6(3)      |
| 2014 | Karin Knapp             | Bojana Jovanovski   | 6-2, 7-6(4)           |
| 2015 | Nao Hibino              | Donna Vekić         | 6-2, 6-2              |
| 2016 | Kristýna Plíšková       | Nao Hibino          | 6-3, 2-6, 6-3         |
| 2017 | Kateryna Bondarenko     | Tímea Babos         | 6-4, 6-4              |
| 2018 | Margarita Gasparyan     | Anastasia Potapova  | 6-2, 6-1              |
| 2019 | Alison Van Uytvanck     | Sorana Cîrstea      | 6-2, 4-6, 6-4         |

### Dobles
| Año  | Campeonas                                     | Finalistas                               | Resultado en la final |
| 2001 | Petra Mandula Patricia Wartusch               | Tatiana Perebiynis Tatiana Poutchek      | 6-1, 6-4              |
| 2002 | Tatiana Perebiynis Tatiana Poutchek           | Mia Buric Galina Fokina                  | 7-5, 6-2              |
| 2003 | Yulia Beygelzimer Tatiana Poutchek            | Ting Li Tiantian Sun                     | 6-3, 7-6(0)           |
| 2004 | Adriana Serra Zanetti Antonella Serra Zanetti | Marion Bartoli Mara Santangelo           | 1-6, 6-3, 6-4         |
| 2005 | Maria Elena Camerin Emilie Loit               | Anastasia Rodionova Galina Voskoboeva    | 6-3, 6-0              |
| 2006 | Victoria Azarenka Tatiana Poutchek            | Maria Elena Camerin Emmanuelle Gagliardi | w/o                   |
| 2007 | Ekaterina Dzehalevich Anastasiya Yakimova     | Tatiana Poutchek Anastasia Rodionova     | 2-6, 6-4, [10-7]      |
| 2008 | Ioana Raluca Olaru Olga Savchuk               | Nina Bratchikova Kathrin Woerle          | 5-7, 7-5, [10-7]      |
| 2009 | Olga Govortsova Tatiana Poutchek              | Vitalia Diatchenko Ekaterina Dzehalevich | 6-2, 6-7(1), [10-8]   |
| 2010 | Alexandra Panova Tatiana Poutchek             | Alexandra Dulgheru Magdaléna Rybáriková  | 6-3, 6-4              |
| 2011 | Eleni Daniilidou Vitalia Diatchenko           | Lyudmyla Kichenok Nadiya Kichenok        | 6-4, 6-3              |
| 2012 | Paula Kania Polina Pehkova                    | Anna Chakvetadze Vesna Dolonc            | 6-2, ret.             |
| 2013 | Timea Babos Yaroslava Shvedova                | Olga Govortsova Mandy Minella            | 6-3, 6-3              |
| 2014 | Aleksandra Krunić Kateřina Siniaková          | Margarita Gasparyan Alexandra Panova     | 6-2, 6-1              |
| 2015 | Margarita Gasparyan Alexandra Panova          | Vera Dushevina Kateřina Siniaková        | 6-1, 3-6, [10-3]      |
| 2016 | Raluca Olaru İpek Soylu                       | Demi Schuurs Renata Voráčová             | 7-5, 6-3              |
| 2017 | Tímea Babos Andrea Hlaváčková                 | Nao Hibino Oksana Kalashnikova           | 7-5, 6-4              |
| 2018 | Olga Danilović Tamara Zidanšek                | Irina-Camelia Begu Ioana Raluca Olaru    | 7-5, 6-3              |
| 2019 | Hayley Carter Luisa Stefani                   | Dalila Jakupović Sabrina Santamaria      | 6-3, 7-6(4)           |

- Datos: Q544710